# MTV Movie Awards 1994
MTV Movie Awards 1994 var 1994-udgaven af MTV Movie Awards sendt på MTV. Dette blev afholdt den 4. juni 1994, og showets vært var Will Smith. Nogle af aftenens optrædne var Bon Jovi, John Mellencamp sammen med Me'shell Ndegeocello, Toby Huss, Toni Braxton og Warren G sammen med Nate Dogg. Aftenens højeste antal vundne priser var filmen Flygtningen med i alt 2 vundne priser ud af 3 nomineringer. Filmene Jurassic Park og Befri Willy havde også 3 nomineringer hver, hvor Befri Willy vandt en enkelt pris, og Jurassic Park ingen. 

## Vindere og nominerede

### Best Movie
Menace II Society
- Flygtningen
- Jurassic Park
- Philadelphia
- Schindlers liste

### Best Male Performance
Tom Hanks – Philadelphia
- Tom Cruise – Firmaets mand
- Harrison Ford – Flygtningen
- Val Kilmer – Tombstone
- Robin Williams – Mrs. Doubtfire

### Best Female Performance
Janet Jackson – Poetic Justice
- Angela Bassett – What's Love Got to Do with It?
- Demi Moore – Et frækt tilbud
- Julia Roberts – Pelikan notatet
- Meg Ryan – Søvnløs i Seattle

### Most Desirable Male
William Baldwin – Sliver
- Tom Cruise – Firmaets mand
- Val Kilmer – Tombstone
- Jean-Claude Van Damme – Hard Target
- Denzel Washington – Pelikan notatet

### Most Desirable Female
Janet Jackson – Poetic Justice
- Kim Basinger – The Getaway
- Demi Moore – Et frækt tilbud
- Alicia Silverstone – The Crush
- Sharon Stone – Sliver

### Best Breakthrough Performance
Alicia Silverstone – The Crush
- Ralph Fiennes – Schindlers liste
- Jason Scott Lee – Dragon: The Bruce Lee Story
- Ross Malinger – Søvnløs i Seattle
- Jason James Richter – Befri Willy

### Best On-Screen Duo
Harrison Ford & Tommy Lee Jones – Flygtningen
- Mary Stuart Masterson & Johnny Depp – Benny & Joon
- Tom Hanks & Denzel Washington – Philadelphia
- Meg Ryan & Tom Hanks – Søvnløs i Seattle
- Dana Carvey & Mike Myers – Wayne's World 2

### Best Villain
Alicia Silverstone – The Crush
- Macaulay Culkin – The Good Son
- John Malkovich – Lige på kornet
- Wesley Snipes – Demolition Man
- T. rex – Jurassic Park

### Best Comedic Performance
Robin Williams – Mrs. Doubtfire
- Jim Carrey – Ace Ventura: Dyredetektiv
- Johnny Depp – Benny & Joon
- Whoopi Goldberg – Halløj i klosteret 2: Nonnernes hus
- Pauly Shore – Son In Law

### Best Song From a Movie
"Will You Be There" sunget af Michael Jackson – Befri Willy
- "All For Love" sunget af Bryan Adams & Rod Stewart – The Three Musketeers
- "Can't Help Falling in Love" sunget af UB40 – Sliver
- "I'm Gonna Be (500 Miles)" sunget af The Proclaimers – Benny & Joon
- "Streets of Philadelphia" sunget af Bruce Springsteen – Philadelphia
- "When I Fall In Love" sunget af Céline Dion & Clive Griffin – Søvnløs i Seattle

### Best Kiss
Demi Moore & Woody Harrelson – Et frækt tilbud
- Patricia Arquette & Christian Slater – True Romance
- Kim Basinger & Dana Carvey – Wayne's World 2
- Jason James Richter & Willy – Befri Willy
- Winona Ryder & Ethan Hawke – Reality Bites

### Best Action Sequence
"Tog sammenstød" – Flygtningen
- "Åbnings catwalk-sekvens" – Cliffhanger
- "Motorcykel scene" – Hard Target
- "T-Rex/Jeep scene" – Jurassic Park
- "Lena Olin bagbundet på bagsædet af en bil" – Romeo Is Bleed

### Best New Filmmaker
- Steve Zaillian – instruktør til Searching for Bobby Fischer

### Lifetime Achievement Award
- Richard Roundtree – Shaft